# 寿 (アルバム)
『寿』（ことぶき）は、ロンドンブーツ1号2号のベストアルバム。2006年3月23日発売。発売レーベルは、avex trax。

## 解説
- これまで発売されたシングル曲を全て収録。『存在』と『もずくん』はソロ曲であり、ボーナス・トラックとして収録されている。

## 収録曲
1. 岬
作詞・作曲：真島昌利、編曲：TOUL SOUL BROTHERS
  - 1stシングル。
2. HEY! SLOT MACHINE
作詞：佐々木収、作曲・編曲：鈴木秋則
  - 1stシングル「岬」のカップリング。
3. 声
作詞・作曲：増井利之、編曲：TOUL SOUL BROTHERS
  - 2ndシングル。
4. 僕の部屋においで 
作詞・作曲：熊谷尚武、編曲：TOUL SOUL BROTHERS
  - 2ndシングル「声」のカップリング。
5. 勝
作詞：山中鹿之助、作曲：D・A・I、編曲：TOUL SOUL BROTHERS
  - 3rdシングル。
6. 革命の針 
作詞：山中鹿之助、作曲：エトウユキオ、編曲：TOUL SOUL BROTHERS
  - 3rdシングル「勝」のカップリング。
7. 存在
作詞・作曲：田村淳、編曲：田村淳プロジェクト
  - 田村亮のソロ曲。
8. もずくん
作詞・作曲：たむらあつし、編曲：いずみかずや
  - 田村淳（名義はひらがなの「たむらあつし」）のソロ曲。

### DVD
PV集
1. 岬
2. 声
3. 勝